# Ærø
Ærø je ostrov v Baltském moři, náležící Dánsku. Jeho rozloha je 88 km². Žije zde 5 956 obyvatel, z toho nejvíce ve městě Marstal, které je s 2 111 obyvateli největším sídlem ostrova. Další sídla jsou Ærøskøbing a Søby. Spolu s okolními ostrovy tvoří Ærø stejnojmennou komunu.
Ostrov není propojen s ostatními mostem, proto jsou obyvatelé odkázáni zejména na lodní dopravu. Sousedními ostrovy jsou Als, Tåsinge a Langeland.